# Ronde van Valencia 2020 (mannen)
De 71e editie van de wielerwedstrijd Ronde van Valencia werd verreden van 5 tot en met 9 februari 2020 met start in Castelló de la Plana en finish in Valencia. In het Spaans staat deze koers bekend als Volta a la Comunitat Valenciana. De ronde maakt deel uit van de UCI ProSeries 2020-kalender. De wedstrijd werd in 2019 gewonnen door de Spanjaard Jon Izagirre dit jaar won de Sloveen Tadej Pogačar.

## Deelname
Er namen twaalf UCI World Tour-ploegen, zeven UCI ProTeams en twee continentale teams met elk zeven renners deel wat het totaal op 147 deelnemers bracht.
| WorldTour                                                                                              | WorldTour                                                                                 | ProTeam | Continentaal                                 |
| --- | ----------------------------------------------------------------------------------------- | --- | -------------------------------------------- |
| AG2R La Mondiale Astana Pro Team Bahrain McLaren CCC Team Deceuninck–Quick-Step Israel Start-Up Nation | Lotto Soudal Mitchelton-Scott Movistar Team Team INEOS Team Jumbo-Visma UAE Team Emirates | Bardiani CSF Faizanè Burgos-BH Caja Rural-Seguros RGA Fundación-Orbea Gazprom-RusVelo Sport Vlaanderen-Baloise Total Direct Energie | Equipo Kern Pharma Kometa-Xstra Cycling Team |

## Etappe-overzicht
| etappe | datum      | start                | finish                  | type       | afstand | winnaar           | klassementsleider |
| ------ | ---------- | -------------------- | ----------------------- | ---------- | ------- | ----------------- | ----------------- |
| 1e     | 5 februari | Castelló de la Plana | Vila-real               | Vlakke rit | 180 km  | Dylan Groenewegen | Dylan Groenewegen |
| 2e     | 6 februari | Torrent              | Cullera                 | Heuvelrit  | 181 km  | Tadej Pogačar     | Tadej Pogačar     |
| 3e     | 7 februari | Orihuela             | Torrevieja              | Vlakke rit | 174 km  | Dylan Groenewegen | Jack Haig         |
| 4e     | 8 februari | Calp                 | Altea, Sierra de Bernia | Bergrit    | 167 km  | Tadej Pogačar     | Tadej Pogačar     |
| 5e     | 9 februari | Paterna              | Valencia                | Vlakke rit | 98 km   | Fabio Jakobsen    | Tadej Pogačar     |

## Klassementenverloop
| Etappe       | Winnaar           | Algemeen klassement · | Puntenklassement · | Bergklassement · | Jongerenklassement · | Ploegenklassement · |
| ------------ | ----------------- | --------------------- | ------------------ | ---------------- | -------------------- | ------------------- |
| 1            | Dylan Groenewegen | Dylan Groenewegen     | Dylan Groenewegen  | Cédric Beullens  | Fabio Jakobsen       | Bahrain McLaren     |
| 2            | Tadej Pogačar     | Tadej Pogačar         | Tadej Pogačar      | Álvaro Cuadros   | Tadej Pogačar        | Bahrain McLaren     |
| 3            | Dylan Groenewegen | Jack Haig             | Dylan Groenewegen  | Álvaro Cuadros   | Tadej Pogačar        | Bahrain McLaren     |
| 4            | Tadej Pogačar     | Tadej Pogačar         | Tadej Pogačar      | Gonzalo Serrano  | Tadej Pogačar        | Bahrain McLaren     |
| 5            | Fabio Jakobsen    | Tadej Pogačar         | Dylan Groenewegen  | Gonzalo Serrano  | Tadej Pogačar        | Bahrain McLaren     |
| 0Eindstanden | 0Eindstanden      | Tadej Pogačar         | Dylan Groenewegen  | Gonzalo Serrano  | Tadej Pogačar        | Bahrain McLaren     |

### Algemeen klassement
| Plaats    | Naam               | Ploeg                  | Tijd      |
| --------- | ------------------ | ---------------------- | --------- |
| Gele trui | Tadej Pogačar      | UAE Team Emirates      | 18u43'00" |
| 2         | Jack Haig          | Mitchelton-Scott       | +6"       |
| 3         | Tao Geoghegan Hart | Team Ineos             | z.t.      |
| 4         | Daniel Martin      | Israel Start-Up Nation | +13"      |
| 5         | Dylan Teuns        | Bahrain McLaren        | +23"      |
| 6         | Wout Poels         | Bahrain McLaren        | +25"      |
| 7         | Jon Izagirre       | Astana Pro Team        | +32"      |
| 8         | Rubén Fernández    | Fundación-Orbea        | +49"      |
| 9         | Óscar Rodríguez    | Astana Pro Team        | +1'11"    |
| 10        | Alejandro Valverde | Movistar Team          | +1'14"    |

### Puntenklassement
| Plaats      | Naam              | Ploeg                 | Punten |
| ----------- | ----------------- | --------------------- | ------ |
| Groene trui | Dylan Groenewegen | Team Jumbo-Visma      | 70     |
| 2           | Fabio Jakobsen    | Deceuninck–Quick-Step | 65     |
| 3           | Tadej Pogačar     | UAE Team Emirates     | 50     |
|             |                   |                       |        |
| 8           | Dylan Teuns       | Bahrain McLaren       | 26     |

### Bergklassement
| Plaats | Naam            | Ploeg                  | Punten |
| ------ | --------------- | ---------------------- | ------ |
| 1      | Gonzalo Serrano | Caja Rural-Seguros RGA | 24     |
| 2      | Tadej Pogačar   | UAE Team Emirates      | 13     |
| 3      | Álvaro Cuadros  | Caja Rural-Seguros RGA | 12     |
|        |                 |                        |        |
| 5      | Wout Poels      | Bahrain McLaren        | 8      |
| 10     | Tim Declercq    | Deceuninck–Quick-Step  | 5      |

### Jongerenklassement
| Plaats     | Naam                 | Ploeg                 | Tijd      |
| ---------- | -------------------- | --------------------- | --------- |
| Witte trui | Tadej Pogačar        | UAE Team Emirates     | 18u43'00" |
| 2          | Tao Geoghegan Hart   | Team Ineos            | +6"       |
| 3          | Óscar Rodríguez      | Astana Pro Team       | +1'11"    |
|            |                      |                       |           |
| 15         | Nathan Van Hooydonck | CCC Team              | +10'20"   |
| 26         | Fabio Jakobsen       | Deceuninck–Quick-Step | +17'35"   |

### Ploegenklassement
| Plaats | Ploeg           | Tijd      |
| ------ | --------------- | --------- |
|        | Bahrain McLaren | 56u11'12" |
| 2      | CCC Team        | +3'31"    |
| 3      | Team INEOS      | +3'37"    |

Mannen: 1929 · 1930 · 1931 · 1932 · 1933 · 1934-1939 · 1940 · 1941 · 1942 · 1943 · 1944 · 1945-1946 · 1947 · 1948 · 1949 · 1950-1953 · 1954 · 1955 · 1956 · 1957 · 1958 · 1959 · 1960 · 1961 · 1962 · 1963 · 1964 · 1965 · 1966 · 1967 · 1968 · 1969 · 1970 · 1971 · 1972 · 1973 · 1974 · 1975 · 1976 · 1977 · 1978 · 1979 · 1980 · 1981 · 1982 · 1983 · 1984 · 1985 · 1986 · 1987 · 1988 · 1989 · 1990 · 1991 · 1992 · 1993 · 1994 · 1995 · 1996 · 1997 · 1998 · 1999 · 2000 · 2001 · 2002 · 2003 · 2004 · 2005 · 2006 · 2007 · 2008 · 2009-2015 · 2016 · 2017 · 2018 · 2019 · 2020 · 2021 · 2022 · 2023 · 2024 · 2025
Vrouwen: 2019 · 2020 · 2021 · 2022 · 2023 · 2024 · 2025